# الدوري الفنزويلي الممتاز 1975
الدوري الفنزويلي الممتاز 1975 هو الموسم 55 من الدوري الفنزويلي الممتاز. كان عدد الأندية المشاركة فيه 8، وفاز فيه نادي بورتوغيزا.